# Selección femenina de voleibol de Georgia
La selección nacional de voleibol femenino de Georgia representa al país de Georgia en las competiciones internacionales de voleibol, tanto en competición oficial, como en los partidos amistosos.

## Historial

### Juegos Olímpicos
- 1964-1992: No participó
- 1996-2016: No clasificada

### Campeonato del Mundo
- 1952-1990: No participó
- 1994-2018: No clasificada

### Campeonato de Europa
- 1948-1991: No participó
- 1993-2015: No clasificada
- 2017: 16º puesto
- 2019: No clasificada

### Liga Europea
- 2015: 6º puesto
- 2017: 12º puesto
- 2018: 19º puesto
- 2019: 19º puesto